# Yuja Wang
Yuja Wang (chinês: 王羽佳, pinyin: Wáng Yǔjiā; (Pequim, 10 de fevereiro de 1987) é uma pianista clássica chinesa. Iniciou os estudos de piano com a idade de seis anos e logo ingressou no Conservatório Central de Música em Pequim.

## Vida familiar
Wang nasceu numa família de músicos. Ingressou no Conservatório Central de Música de Pequim com sete anos e estudou lá por três anos. Wang mudou-se para o Canadá aos 14 anos para aprender inglês e estudar no Mount Royal University Conservatory em Calgary; aos 15 anos, ingressou no Curtis Institute of Music, onde estudou por 5 anos sob orientação de Gary Graffman, graduando-se em 2008. Vive atualmente em Nova Iorque, mas viaja a maior parte do tempo para apresentação de concertos.

## Carreira
Em 1998, Wang conquistou o terceiro lugar Prêmio de Ettlingen International Competition para píanistas jovens, em Ettlingen, Alemanha.

### 2001
Em 2001, Wang venceu o Terceiro Prêmio e Special Jury Prize (oferecido a finalistas com menos de 20 anos de idade), prêmio em dinheiro no valor de 500,000 ienes japoneses) no Piano Section at the First do Competição Internacional de Sendai em Sendai, Japão.

## Estreia
Em 2003 Wang fez a primeira apresentação no Tonhalle Orchestra em Zurique, na Suiça, tocando o Concerto n.º 4 para piano de Beethoven sob a batuta de David Zinman. A estreia nos Canadá ocorreu em Ottawa em 2005-06 substituindo Radu Lupu e interpretando Beethoven com Pinchas Zukerman na batuta.

### 2005
Em 11 de setembro de 2005, Wang foi indicada para o prêmio Gilmore Young Artist, oferecido aos mais  promissores e talentosos pianistas com idade de 21 anos ou ainda mais jovens. Como parte do prêmio, ela  recebeu U$15,000, apresentou-se no Gilmore Festival concerts, e ganhou um novo piano. 

## Prémios e distinções
- 2006: Gilmore Young Artist Award
- 2009: Gramophone Young Artist of the Year
- 2009, 2011, 2018, 2019 - nomeações para os Grammy Awards[7]
- 2010: Avery Fisher Career Grant[8][9]
- 2011: Echo Klassik Young Artist of the Year[10]
- 2017: Musical America Artista do Ano  2017[11]
- 2019: Gramophone Instrumental Award[12]